# BANDAGE
《BANDAGE》是日本團體藝人KAT-TUN之成員(當時)赤西仁以LANDS的名義所演出詮釋的個人單曲，於2009年11月25日發售。

## 解説
- 此張單曲為2010年1月16日日本公開電影『BANDAGE バンデイジ』的主題曲,亦收錄於專輯Olympos。
- 為此張單曲的製作,鼓手由RIZE的金子統昭擔任、keyboard由小林武史擔任。
- 創下Oricon初次登場個人單曲第一名的紀錄,一週後也入圍 TOP 10 的佳績。

## 收錄曲目

### 初回限定盤
1. BANDAGE
  - 作詞・作曲・編曲：小林武史

特典DVD
『BANDAGE』（Making）

### 期間限定盤
1. BANDAGE
2. BANDAGE（Backing Track）

## 特別相關
以岩井俊二擔任電影導演、小林武史擔任音樂導演以及劇中歌手實際初次登場的過程所舉出之相關作品
- YEN TOWN BAND（CHARA）『Swallowtail Butterfly 〜あいのうた〜』（1996年）
- Lily Chou-Chou（Salyu）『グライド』（2000年）